# Janice Robinson (Posaunistin)
Janice Robinson (* 28. Dezember 1951 in Clairton, Pennsylvania) ist eine US-amerikanische Jazzposaunistin, die vor allem in Bigbands arbeitet.

## Leben und Wirken
Robinson wuchs in der Industriestadt Clairton im Allegheny County auf, spielte während ihrer Ausbildung in Schulbands und im Pittsburgh Youth Symphony Orchestra. Bereits als Jugendliche hatte sie Fernsehauftritte in der Ted Mack Amateur Hour und der TV-Show von Bill Cosby bei NPR. Sie studierte Posaune bei Emory Remington und Arrangement bei Ray Wright an der Eastman School of Music; daneben arbeitete sie als freischaffende Musikerin in Rochester und tourte mit Chuck Mangione (mit dem 1973 erste Aufnahmen entstanden) und der American Wind Symphony.
Nach ihrer Ankunft in New York 1973 arbeitete sie mit Clifford Thornton und mit Grachan Moncur III im Jazz Composer’s Orchestra; 1974 wurde sie Mitglied der Bigband von Clark Terry. 1975/76 war sie in Japan mit dem Thad Jones/Mel Lewis Orchestra auf Tournee, dann in Europa mit dem Orchestra von Gil Evans (1976). In den folgenden Jahren spielte sie in den Bigbands von Buddy Rich, Dizzy Gillespie, Billy Taylor, Marian McPartland, Slide Hampton, in der Jazzmobile All Star Big Band, ferner bei McCoy Tyner, George Gruntz und Mercer Ellington. Unter eigenem Namen legte sie in Quintettbesetzung das Album Rosebrass vor, das sie um 2007 mit u. a. Doug Harris, Michael Cochrane, Onaje Allan Gumbs, Lonnie Plaxico, Greg Maker, Newman Baker und Louis Nash einspielte. Im Bereich des Jazz war sie zwischen 1973 und 2007 an 37 Aufnahmesessions beteiligt, u. a. auch bei David „Fathead“ Newman, Lionel Hampton, Frank Foster, Woody Shaw, Jimmy Owens, Grant Green, Kazumi Watanabe, Carmen McRae, Idris Muhammad, Dexter Gordon und Sarah Vaughan.